# 17 miljoen mensen
17 miljoen mensen è un singolo della cantante olandese Davina Michelle e del rapper olandese Snelle, pubblicato il 23 marzo 2020 su etichetta discografica 8ball Music. Si tratta di una reinterpretazione di 15 miljonen mensen, successo del duo Fluitsma & Van Tijn del 1996.

## Tracce
1. 17 miljoen mensen (Live @538 in Ahoj) – 1:47

## Classifiche

### Classifiche settimanali
| Classifica (2020) | Posizione massima |
| ----------------- | ----------------- |
| Paesi Bassi       | 1                 |

### Classifiche di fine anno
| Classifica (2020) | Posizione |
| ----------------- | --------- |
| Paesi Bassi       | 23        |